# Бер Вукич, Адела
Адела Бер Вукич (босн. Adela Ber Vukić; 30 декабря 1888 или 24 мая 1888, Тузла — 28 октября 1966 или 2 марта 1966, Сараево) — первая художница из Боснии и Герцеговины, получившая образование в художественной школе, и пионерка движения за права женщин в своей стране.
Среди её работ — портреты и натюрморты с изображением боснийских пейзажей.

## Ранний период жизни
Бер родилась в Тузле в 1888 году. Её мать была родом из Ливно.

## Образование
Окончив высшую женскую школу в Сараево, Бер решила стать учительницей. В 1908 году она уехала в Вену, поступив сначала в частную художественную школу, а затем, в 1910 году, в частную женскую художественную школу. Во время учёбы в Вене она жила в тяжелых условиях, не имея возможности получить стипендию, поскольку была женщиной, а государство считало, что деньги, потраченные на образование женщин, «выбрасываются на ветер». Благодаря её большому таланту профессор венского колледжа решил предоставить ей бесплатное образование.

## Карьера
Окончив обучение в июне 1914 года, она вернулась в Сараево с надеждой открыть частную школу живописи. В том же месяце началась Первая мировая война, что лишило художницу такой возможности. Бер организовала свою первую персональную художественную выставку в Сараево после Первой мировой войны в 1919 году.
Бер умерла в 1966 году в возрасте 77 лет.